# Dušan Šestić
Dušan Šestić (* 1946 in Banja Luka) ist ein bosnischer Musiker und Komponist, der die Melodie zur bosnischen Nationalhymne Intermeco komponierte. Er ist bosnischer Serbe.

## Leben
Dušan Šestić studierte Violine an der Musikakademie in Belgrad (Serbien) und war von 1984 bis 1991 als Musiker beim Militärorchester in der kroatischen Stadt Split tätig. In den 1990er Jahren komponierte er die Melodie der bosnischen Nationalhymne, die seit 1998 verwendet wird. Nach deren Annahme als Nationalhymne Bosniens wurde Šestić von bosnischen Serben angefeindet, da er eine Hymne für einen Staat komponierte, gegen dessen Existenz die bosnischen Serben waren, während Bosniaken und bosnische Kroaten es ablehnten, dass ein bosnischer Serbe die Hymne komponierte. Obwohl Šestić 2008 gemeinsam mit Benjamin Isović einen Text für die bosnische Hymne schrieb, wurde dieser nicht angenommen. Im Jahr 2009 bemerkte man Ähnlichkeiten der Melodie der bosnischen Hymne mit der von Elmer Bernstein komponierten Einführungsmusik im Film Ich glaub’, mich tritt ein Pferd, warf Šestić Plagiat vor und forderte, dass Šestićs Melodie ersetzt werden solle. Šestić selbst verteidigte sich jedoch gegen die Plagiats-Vorwürfe mit der Begründung, er habe Bernsteins Werk nicht plagiiert, da er von dessen Komposition nichts wusste.
Als 2008 die Republik Srpska nach einer neuen Nationalhymne suchte, reichten Šestić und Isović einen Vorschlag mit dem Text von „Мајко земљо“ (deutsch: „Muttererde“) ein. Dieser Vorschlag wurde letztendlich jedoch nicht als neue Nationalhymne der Republik Srpska akzeptiert.
Šestićs Tochter ist die Sängerin Marija Šestić, die ihr Land beim Eurovision Song Contest 2007 vertrat.